# Никколо да Дураццо
Никколо да Дураццо (итал. Niccolò da Durazzo; дата рождения неизвестна, Дуррес — 21 ноября 1276, Кротоне) — средневековый католический епископ Кротоне-Санта-Северина. Ведущий специалист своего времени в области теологии.

## Биография
Родился в городе Дураццо, находившемся в то время под венецианским правлением. Стал клириком палаты от имени папы Иннокентия IV.
2 сентября 1254 года он получил повышение от апостольского камергера до епископа Кротоне-Санта-Северина, одним из первых в итальянской епархии.
Около 1256 года он получил приглашение от византийского императора Феодора I Ласкариса отправиться в Константинополь, чтобы дать некоторые разъяснения относительно католического учения об «Нисхождении Святого Духа».
Никколо да Дураццо сыграл очень важную роль во время длительной фазы дипломатических переговоров и богословских дискуссий о воссоединении двух церквей после раскола. Эта длительная фаза охватила период реставрации Византийской империи в 1261 году, осуществленной византийским императором Михаилом Палеологом и Лионского собора 1274 года.
Между 1261 и 1262 годами уже Михаил Палеолог пригласил епископа Никколо отправиться в Константинополь для обсуждения «истины веры».
Никколо да Дураццо умер в Кротоне 21 ноября 1276 года. Из-за его предполагаемой семейной связи с кардиналом Жоффредо да Алатри, он назначил последнего своим душеприказчиком.

## Работы
По просьбе византийских императоров Феодора Ласкариса и Михаила Палеолога Никколо да Дураццо написал на греческом языке антологию цитат православных патриархов с целью продемонстрировать согласие между католиками и православными по фундаментальным богословским вопросам в рамках переговоров между Римом и Константинополем 1261—1264 годов. Затем он сделал его перевод на латынь, который передал папе Урбану IV в связи с переговорами с Византией. В 1263 или начале 1264 года Урбан IV доставил подлинную копию Фоме Аквинскому, который использовал его при составлении своей «Liber contra errors Graecorum».